# Northport (Alabama)
 City of Northport és una població dels Estats Units a l'estat d'Alabama. Segons el cens del 2008 tenia 23.442 habitants.

## Demografia
Segons el cens del 2000, Northport tenia 19.435 habitants, 7.844 habitatges, i 5.255 famílies. La densitat de població era de 512,9 habitants/km².
Dels 7.844 habitatges en un 32,8% hi vivien nens de menys de 18 anys, en un 48,3% hi vivien parelles casades, en un 15,7% dones solteres, i en un 33% no eren unitats familiars. En el 28,6% dels habitatges hi vivien persones soles el 9,7% de les quals corresponia a persones de 65 anys o més que vivien soles. El nombre mitjà de persones vivint en cada habitatge era de 2,41 i el nombre mitjà de persones que vivien en cada família era de 2,98.
Per edats la població es repartia de la següent manera: un 24,9% tenia menys de 18 anys, un 10,5% entre 18 i 24, un 29,3% entre 25 i 44, un 21,3% de 45 a 60 i un 14,1% 65 anys o més.
L'edat mediana era de 35 anys. Per cada 100 dones hi havia 83,9 homes. Per cada 100 dones de 18 o més anys hi havia 79,6 homes.
La renda mediana per habitatge era de 40.206 $ i la renda mediana per família de 48.673 $. Els homes tenien una renda mediana de 41.008 $ mentre que les dones 26.340 $. La renda per capita de la població era de 20.163 $. Aproximadament l'11,6% de les famílies i el 13,9% de la població estaven per davall del llindar de pobresa.

## Poblacions més properes
El següent diagrama mostra les poblacions més properes.